# Ferdinand von Saar
Ferdinand Ludwig Adam von Saar (n. el 30 de setembre del 1833 a Viena; m. el 24 de juliol del 1906 a Viena-Döbling) fou un escriptor austríac que escriví novel·les curtes, drames i poesia.

## Biografia
Ferdinand von Saar va néixer en una família de funcionaris però el pare morí poc temps després del seu naixement. Seguint l'escola a Viena tingué una carrera militar que acabà el 1860 per a dedicar-se únicament a la literatura. El 1877 va tenir un primer èxit amb el llibre Novellen aus Österreich (Novel·letes d'Àustria). L'èxit més gran fou el llibre Wiener Elegien (Elegies Vieneses). El 1902 esdevingué membre del parlament austríac (Österreichischer Reichsrat).
Els darrers anys van ser marcades per malaltia i depressió. La seva dona es va suïcidar el 1884, Ferdinand von Saar va fer el mateix el 1906.
Ferdinand von Saar i Marie von Ebner-Eschenbach són els narradors realistes més importants de la literatura austríaca. L'obra de Saar és caracteritzada per humanisme, ètica i crítica social.

## Obra(tria)
- Innocens (1866)
- Marianne (1873)
- Die Geigerin (1874)
- Die Steinklopfer (1874)
- Tambi (1882)
- Der Exzellenzherr (1882)
- Leutnant Burda (1887)
- Die Troglodytin (1887)
- Schicksale (1889)
- Ginevra (1890)
- Schloss Kostenitz (1892)
- Herr Fridolin und sein Glück (1894)
- Doktor Trojan (1896)
- Der Sündenfall (1898)
- Die Brüder (1900)
- Der Brauer von Habrovan (1900)
- Die Heirat des Herrn Stäudl (1902)
- Außer Dienst (1902)
- Sappho (1904)
- Die Familie Worel (1905)
- Tragik des Lebens  (1906)
- Sämtliche Werke in zwölf Bänden. (Obra completa), Leipzig (1908)